# Debelja
Debelja (cyr. Дебеља) – wieś w Serbii, w okręgu zlatiborskim, w gminie Nova Varoš. W 2011 roku liczyła 124 mieszkańców.